# Kowloon Walled City
Kowloon Walled City (chiń. upr. 九龙城寨; chiń. trad. 九龍城寨; pinyin Jiǔlóng Chéng Zhài) – osiedle, które istniało do roku 1993 w Hongkongu.

## Historia

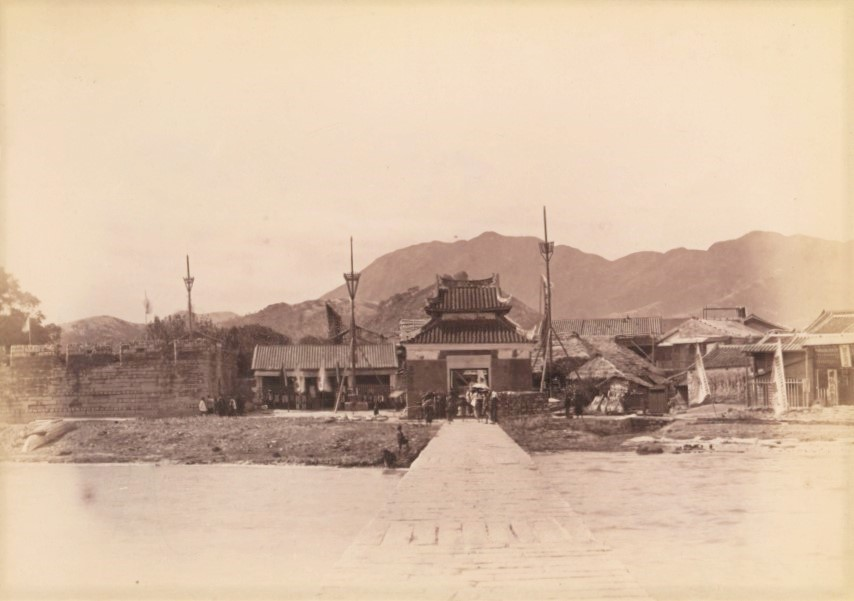
Kowloon w 1898 roku

Historia osiedla sięga lat osiemdziesiątych XIX w.
W pierwszych latach istnienia Kowloon był fortem założonym jako stanowisko ostrzegania przed piratami. W czerwcu 1898 roku Wielka Brytania wydzierżawiła od Chin na blisko 100 lat  dużą część Hongkongu, razem z obszarem na którym położony był fort. Jeszcze w tym samym roku, w październiku władze Wielkiej Brytanii oddały Chińczykom Kowloon. Wtedy miał on się przeobrazić w chińską placówkę wojskową, zabezpieczającą realizację warunków umowy zawartej między państwami. Jednak już dwa miesiące później Brytyjczycy zaczęli domagać się od Chińczyków zwrotu osiedla. Wkrótce po zawarciu umowy zaatakowali fort, okazało się jednak, że dawni mieszkańcy  wcześniej go opuścili. Do porzuconego fortu napływać zaczęli nielegalni imigranci. Po nieudanych próbach pozbycia się nowych przyjezdnych, Brytyjczycy zaprzestali działań w tym terenie. W ten sposób Kowloon został pozostawiony praktycznie bez kontroli żadnego państwa. Nie wprowadzono tam sądownictwa, a policji z Hongkongu zabroniono wchodzić do środka, przez co mała enklawa stała się rajem dla różnego rodzaju przestępców, narkomanów, hazardzistów, czy prostytutek. Życie wewnątrz rządziło się własnymi prawami; zaczęły tworzyć się nieformalne struktury i wewnętrzne zasady. Osiedle rozbudowywało się w sposób niekontrolowany, ulice były wąskie, brudne i ciasne. Wraz z upływem czasu, opór wobec wewnętrznych poczynań i struktur osiedla-miasta narastał. W roku 1984, władze Hongkongu podjęły ostateczną decyzję o zburzeniu miasta. Stało się to 10 lat później.

## Życie w mieście

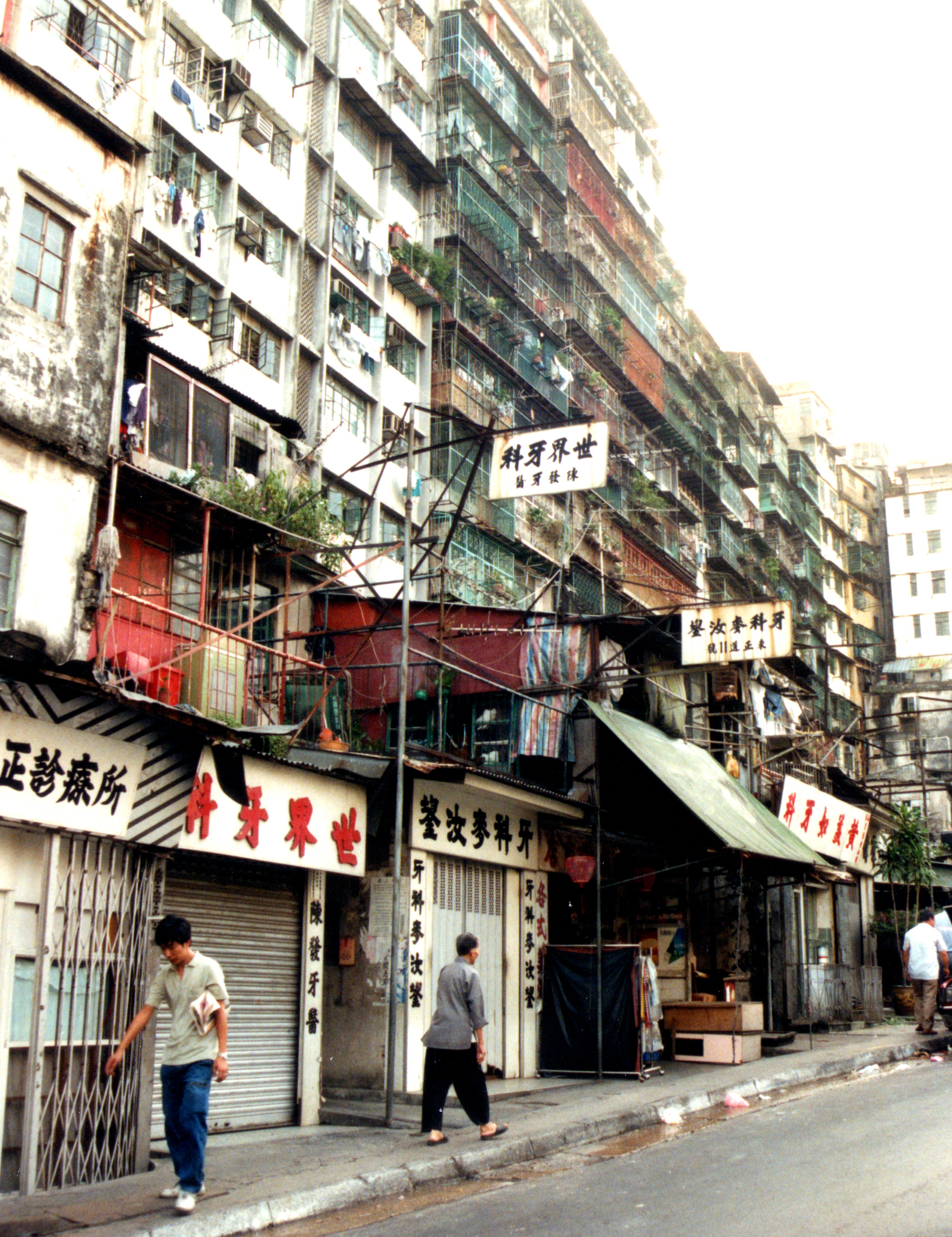
Kowloon Walled City w 1991 roku

Mimo iż Kowloon stało się azylem dla przestępców, większość jego mieszkańców starała się prowadzić normalne życie. Było to jednak trudne bez wody i prądu elektrycznego i nadal trzeba było tu walczyć o przetrwanie. W celu poprawy jakości życia w mieście wykopano ok. 70 studni o głębokości ok. 100 m. Początkowo – do momentu poważnego pożaru – pompy czerpały energię elektryczną poprzez sieć nielegalnych połączeń, tworzonych z reguły przez mieszkających na osiedlu elektryków z Hongkongu. Podczas dalszego rozwoju przestrzegano jedynie dwóch zasad: pierwsza – aby nie dopuścić do pożarów, prąd musiał być przyłączany zgodnie z normami, oraz druga – wysokość nowych budynków nie mogła przekroczyć 14 pięter (ze względu na działające w latach 1935-1989 pobliskie lotnisko Kai Tak). Po jakimś czasie w mieście powstały z inicjatywy mieszkańców takie placówki jak szkoła, zakłady opieki medycznej i inne publiczne instytucje. Działały tam małe firmy, sklepiki, a nawet powstała elektrownia. Rząd Hongkongu pomagał np. przy dostawach poczty i wody. 
Dynamiczny rozwój tego osiedla sprawił, że zostało ono wpisane do księgi rekordów Guinnessa, ze względu na niespotykanie wysoką gęstość zaludnienia, wynoszącą 1 923 077 ludzi na km².

## Zburzenie
W roku 1984 postanowiono zatrzymać rozwój enklawy. Zgodnie stwierdziły to rządy  Wielkiej Brytanii i Hongkongu, głównie ze względu na szybko narastający chaos. Miasto-osiedle nie miało regulacji prawnych; w jego ciemnych, wąskich i zatłoczonych zakamarkach przestępcy łatwo znajdowali schronienie przed policją. Wraz z rozrostem społeczności rosły również anarchia i przestępczość. Negatywny wizerunek Kowloon  przyczynił się do podjęcia ostatecznej decyzji o wyburzeniu osiedla. Owa destrukcja miała miejsce 10 lat po podjęciu decyzji – w roku 1993.